# Академія Людовіцеум
Академія Людовіцеум (угор. Magyar Királyi Honvéd Ludovika Akadémia; іноді відома «Академія Людовіки» або просто «Людовіка») — вищий військовий навчальний заклад Угорщини в австро-угорський період і до кінця Другої світової війни.

## Історія

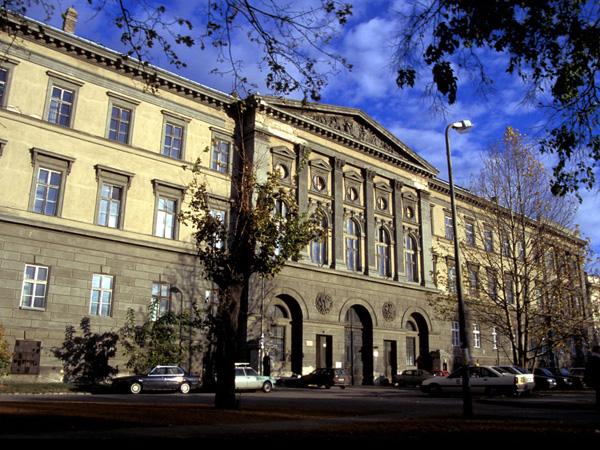
Головна будівля Академії Ludoviceum (2007)

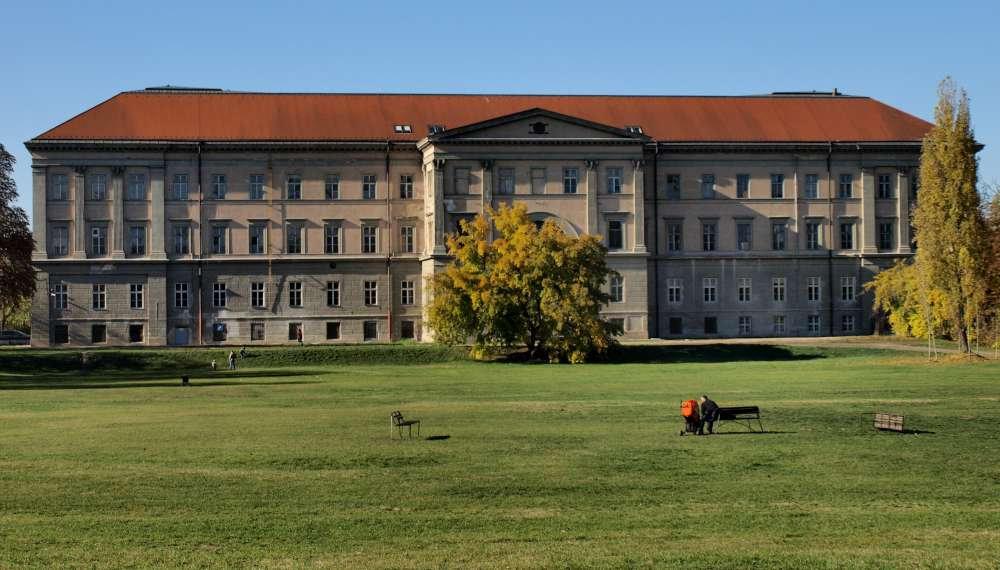
Вид на Академію зі сторони (2007)

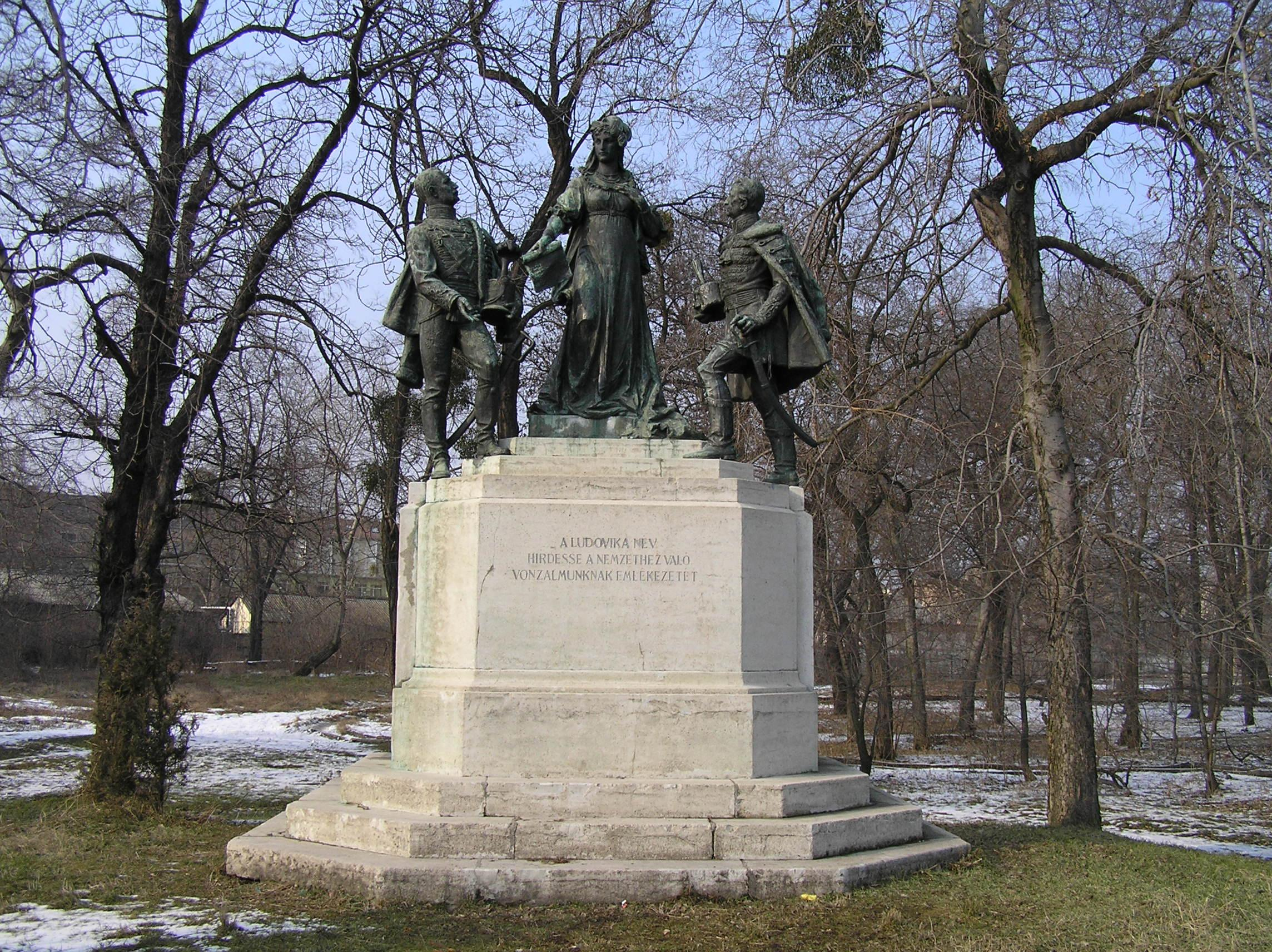

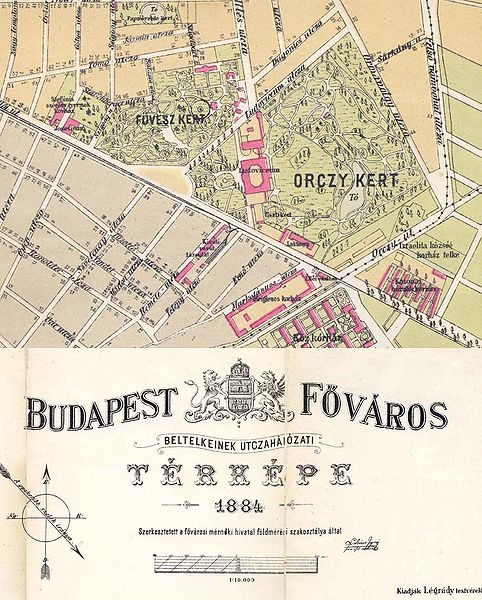
Карта Академії (1884)

Академія заснована на сесії 1808 Національної асамблеї. Вона була названа на честь Марії Людовіки Моденської, двоюрідної сестри і третьої дружини імператора Франца II, який пожертвував 50000 форинтів на її утримання. Крім імператора, свої пожертви внесли деякі багаті громадяни. Перший камінь академії заклав Йосип Австрійський, палатин Угорщини в 1831.
Основна будівля академії була споруджена в 1836 в Саду Людовіки в VIII окрузі Пешта (нині центральна частина Будапешта). Будівлю спроектував Міхай Поллак в класичному стилі.
Австро-угорський уряд, розглядаючи заснування академії як посилення позицій угорського сепаратизму, всіляко протидіяла завершенню її спорудження, переводячи гроші з її фонду на інші проєкти. Національна асамблея скликання 1832-1836 заздалегідь, ще до відкриття Академії, заборонила вести в ній викладання угорською мовою, і ця заборона була знята лише в результаті Угорської революції 1848—1849.
Існування академії отримало правову основу на підставі XVI статті законодавства 1872. Академія офіційно відкрилася 21 листопада 1872.

## Діяльність
Академія поєднувала в собі кілька функцій: підготовча військова школа (рівень останніх класів школи), вищий військовий навчальний заклад, а також коледж підвищення кваліфікації молодших штабних офіцерів австрійського імперського Генерального штабу.
Підготовча школа готувала добровольців допризовного віку (від 14 до 17 років), даючи їм можливість вступити в Угорські сили самооборони в званні кадетів або молодшого лейтенанта, в залежності від успіхів у навчанні. У рік приймалося 90 студентів, з яких:
- 34 студента фінансувалися на кошти приватних грантів,
- 10 студентів навчалися безкоштовно на кошти уряду,
- 23 студенти платили за навчання щороку 600 форинтів,
- 23 студенти платили в рік половину зазначеної суми.

Офіцерський курс навчання тривав 4 роки. Академічний рівень Академії Ludoviceum прирівнювався до рівня Терезіанській академії у Вінер-Нойштадт (Австрія).
Паралельний навчальний план і відповідності в рівнях якості навчання між двома вищими військовими навчальними закладами гарантували, що більшість успішних офіцерів Угорських збройних сил були випускниками Академії Ludoviceum.
З початку останнього року навчання ряд предметів, як з теоретичних, так і з практичнних викладалися німецькою мовою, і випускники здавали кваліфікаційний іспит на придатність до служби як в австрійській, так і угорської армії.

## Післявоєнний період
В ході Другої світової війни будівлі академії сильно постраждали. Новий комуністичний режим Угорщини відмовився від реставрації будівель (в аналогічному стані був залишений і ряд інших відомих будівель Угорщини, такі, як замок Буда). У колишньому будинку кавалерійської школи розмістився кінотеатр Alfa cinema, повністю знищений пожежею на початку 1990-х.
Сильно пошкоджена головна будівля використовувалася факультетом природничих наук Будапештського університету ім. Етвеша Лоранда. В даний час в ретельно відреставрованих приміщеннях південного крила розміщується Школа соціальних наук імені Рауля Валленберга. У сильно розширених підвальних приміщеннях, що з'єднують відреставроване крите приміщення кавалерійської школи і частково відреставрований головний будинок, розташований Угорський музей природної історії.
Правонаступником академії «Людовіка» в сучасній Угорщині вважається Національний університет оборони імені Міклоша Зріньї.

## Відомі випускники
- Пал Пронаі (1874-?) — Офіцер, ультраправий політик;
- Бела Міклош (1890—1948) — офіцер, політик, прем'єр-міністр тимчасового уряду (1944-1945);
- Вілмош Надь (1884—1976) — міністр оборони Угорщини;
- Ґеза Лакатош (1890-1967) — генерал, прем'єр-міністр Угорщини (1944);
- Пал Малетер (1917-1958) — військовий і політик, міністр оборони в дні Угорського повстання 1956;
- Ґеза фон Больварі (1897-1961) — угорський актор, сценарист і режисер.